# Амалієнборг

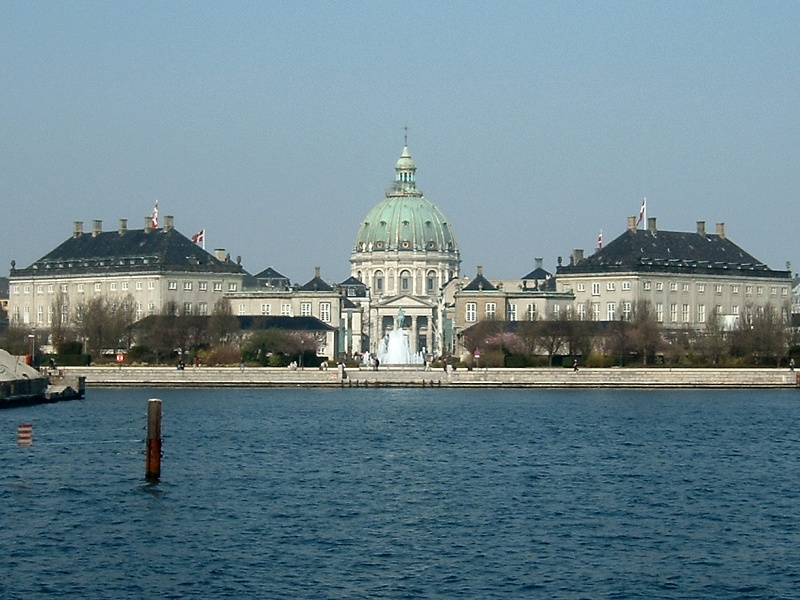
Вид на палац Амалієнборг і Церкву Фредеріка (в центрі) зі сторони Копенгагенського будинку опери

Амалієнборг (дан. Amalienborg) — палацовий комплекс в Копенгагені, що є зимовою резиденцією данської королівської родини і визначною архітектурною пам'яткою Данії в стилі рококо. Амалієнборг складається з чотирьох зовні подібних особняків, що оточують восьмикутну площу, в центрі якої розміщується кінна статуя короля Фредеріка V.
Назва комплексу походить від імені дружини короля Фредеріка III, королеви Софії Амалії, яка в 1673 році побудувала на цьому місці палац під назвою Софія Амалієнборг (дан. Sophie Amalienborg), що в 1689 році згорів при пожежі.

## Історія

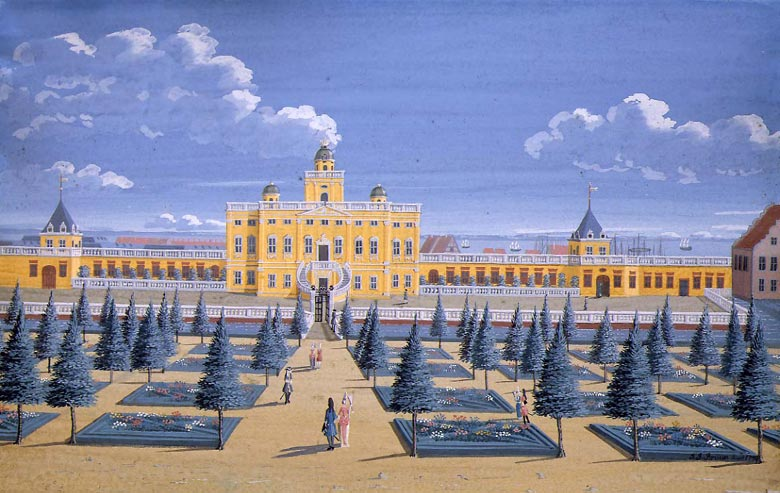
Софія Амалієнборг, гуаш 1740 року

Амалієнборг був побудований в 1750-х роках як резиденції для чотирьох дворянських сімей на ділянці, яку займав палац Софія Амалієнборг до пожежі 1689 року.
Проєкт Амалієнборгу був розроблений архітектором Ейгтведом. Палаци були однакові зовні, але різні всередині. Будівництво палаців на західній стороні площі почалася в 1750 році. Коли в 1754 році Ейгтвед помер, два західні палаци вже були завершені. Роботи над іншими палацами продовжив архітектор Лауріц де Тура відповідно до проєкту Ейгтведа. Палаци були завершені в 1760 році. Після пожежі у палаці Крістіансборг у 1794 році, палаци Амалієнборгу придбала данська королівська родина.

## Чотири палаци Амалієнборгу

Палац Кристіана VII і палац Кристіана VIII, між ними — Церква Фредеріка у 150 метрах від Алієнборгу

### Палац Мольтке— палац Кристіана VII
Палац Кристіана VII, або Палац Мольтке, був зведений у 1750—1754 роках для лорда Мольтке. Коли данська королівська родина залишилися без даху над головою після пожежі в Крістіансборзі, король Кристіан VII купив палац.
Після смерті Кристіана VII в 1808 році, Фредерік VI використовував палац для свого королівського двору. Міністерство закордонних справ використовувало частину палацу у 1852—1885 роках. З 1885 року палац використовувався виключно для розміщення гостей і церемоніальних цілей.
Однак, протягом коротких проміжків часу, в палаці розміщувався кронпринц Фредерік IX і наслідна принцеса Інгрід, а також королева Маргрете і принц Хенрік під час реставрації своїх палаців. У 1971—1975 роках в палаці розташовувалася дитяча кімната для принців Фредерік і Йоахіма, а в подальшому тут для них був створений навчальний клас.

### Палац Левецау— палац Кристіана VIII
Палац Кристіана VIII, відомий також як палац Левецау (дан. Levetzau), був побудований в 1750—1760 роках для таємного радника Кристіана Фредеріка Левецау. Принц Фредерік, передбачуваний спадкоємець, придбав палац у 1794 році і доручив художнику і архітектору Миколі Абілдгорду модернізувати палац у новому стилі французького ампіру. Коли Принц Фредерік помер в 1805 році, його син князь Кристіан взяв на себе справи пов'язані з модернізацією палацу. Проте, Абілдгорд помер в 1809 році і модернізація зупинилася. У 1839 році, принц став королем Крістіаном VIII, а палац згодом отримав назву Кристіана VIII.

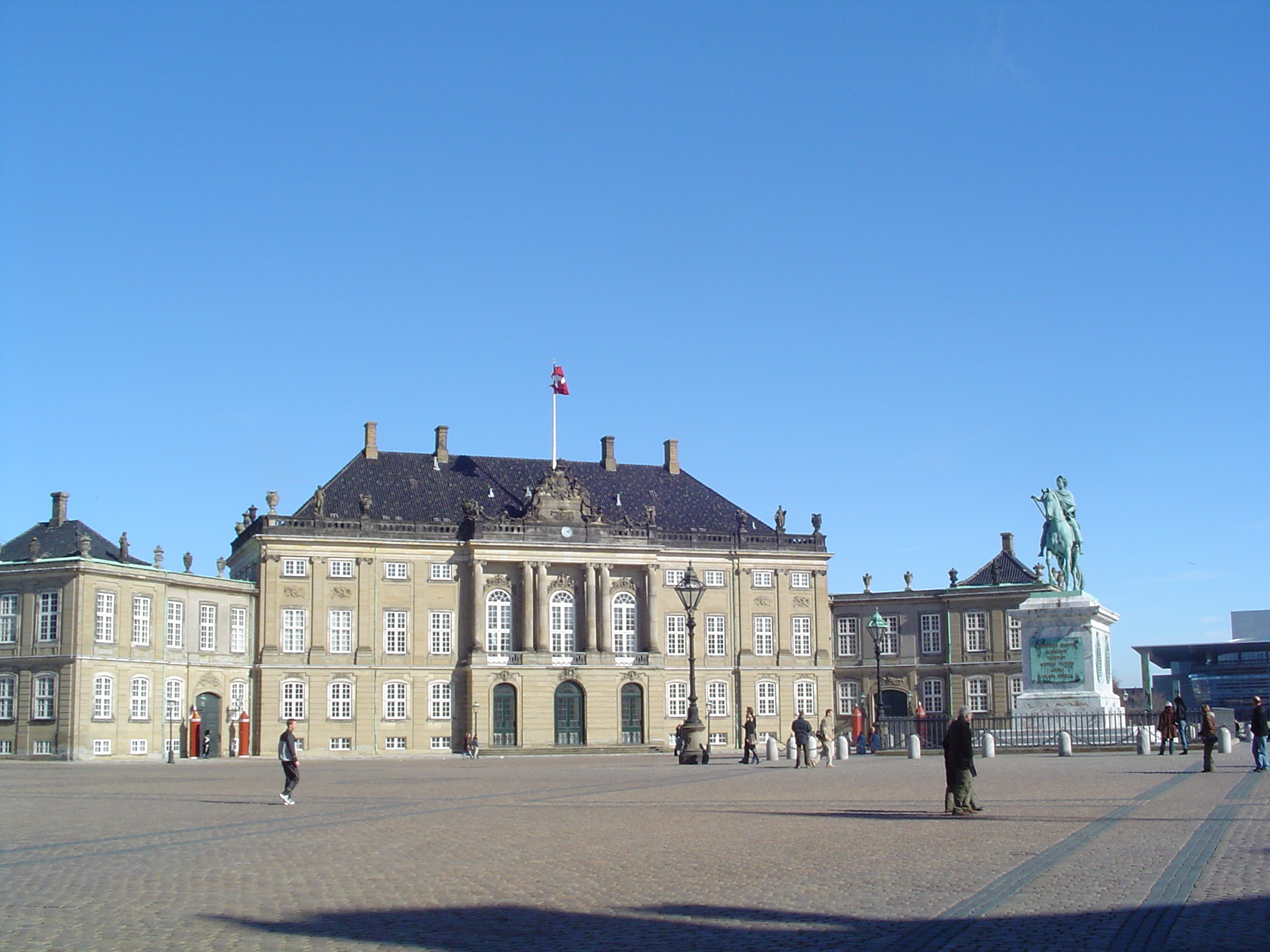
Палац Броккдорффа

### Палац Броккдорффа— палац Фредеріка VIII
Палац Фредеріка VIII, або Палац Броккдорффа, побудований для барона Йоахіма Броккдорффа у 1750—1760 роках під керівництвом Нільса Ейгтведа. Проєкт будівництва був завершений в 1754 році головним зодчим Лауріцом де Тура. Після смерті Брокдорфа в 1763 році палац придбав лорд Мольтке, який через два роки продав палац Фредеріку V.
З 1767 року в палаці розміщувалася Національна військова академія, а з 1788 року — Військово-морський коледж. Стелю бенкетного залу понизили, щоб зал можна було використовувати для тренувань. Після битви при Копенгагені в 1801 році, країні була необхідна більша кількість курсантів. Брак простору в коледжі був вирішений шляхом додавання поверхів всередині палацу, що в інших палацах було зроблено кількома роками раніше.
Реконструкції
Палац був реконструйований в стилі ампір у 1828—1830 роках під керівництвом архітектора Йоргена Хансена Коха як резиденція для спадкоємця престолу Фредеріка (майбутнього короля Фредеріка VII) і його нареченої Вілелміни, а коледж перенесли в іншу будівлю. У 1837 році Фредерік VII і Вілелміна розлучилися, надалі в палаці розміщувалися члени королівського двору. В 1869 році до палацу переїхав наслідний принц Фредерік, який в 1906 році став королем Фредеріком VIII. Згодом палац був названий його ім'ям.
В 1935—1936 роках палац був реконструйований як резиденція для спадкоємця престолу Фредеріка (згодом Фредеріка IX) і його дружини принцеси Інгрід. Королева Інгрід мешкала в палаці до своєї смерті в листопаді 2000 року.
Палац Фредеріка VIII знов був ретельно реконструйований у 2004—2010 роках. Тепер є резиденцією спадкоємця престолу Фредеріка і його дружини принцеси Марії з адміністративними і церемоніальними функціями.

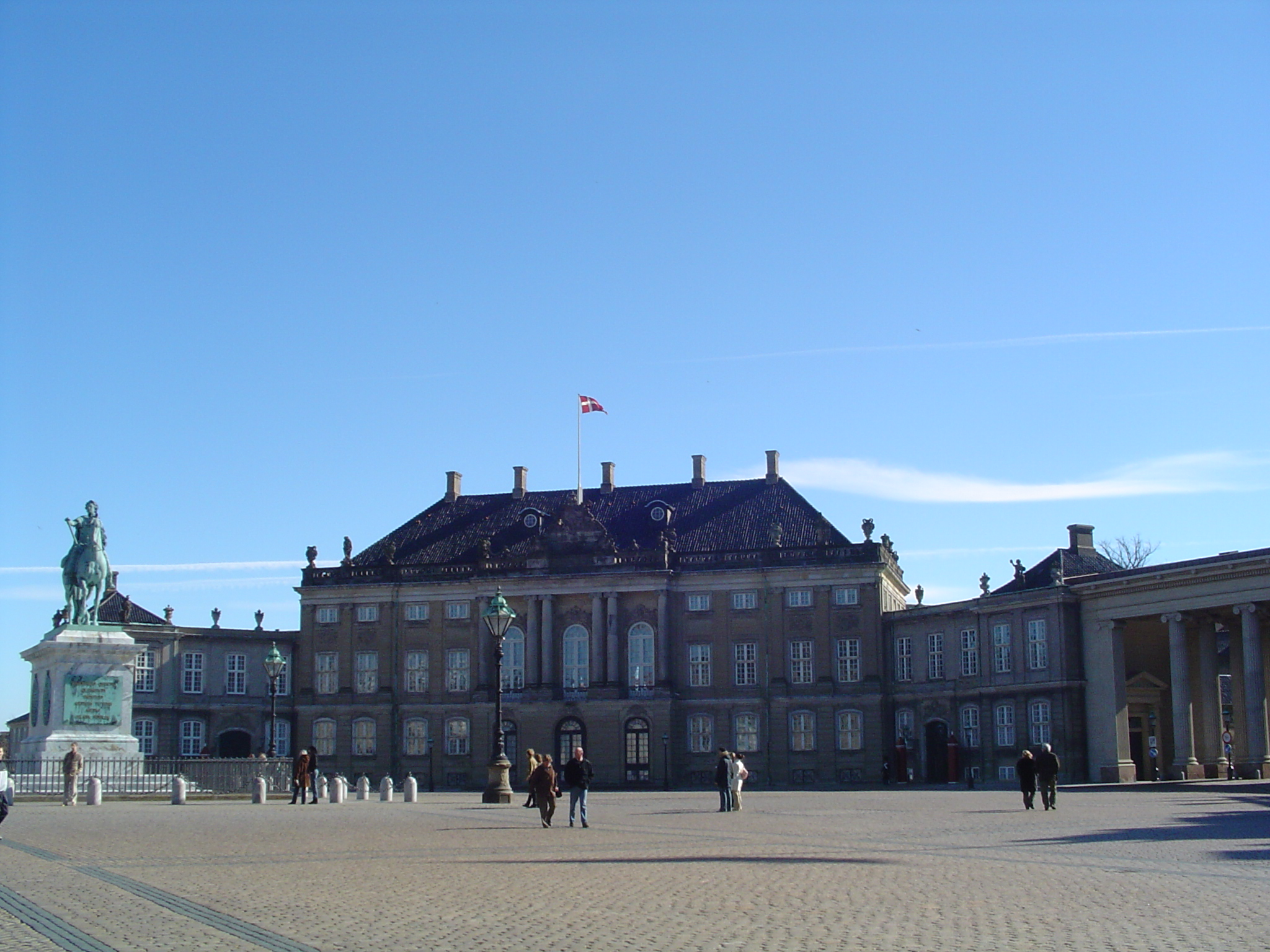
Палац Кристіана IX

## Архітектура

Схема Амалієнборгу

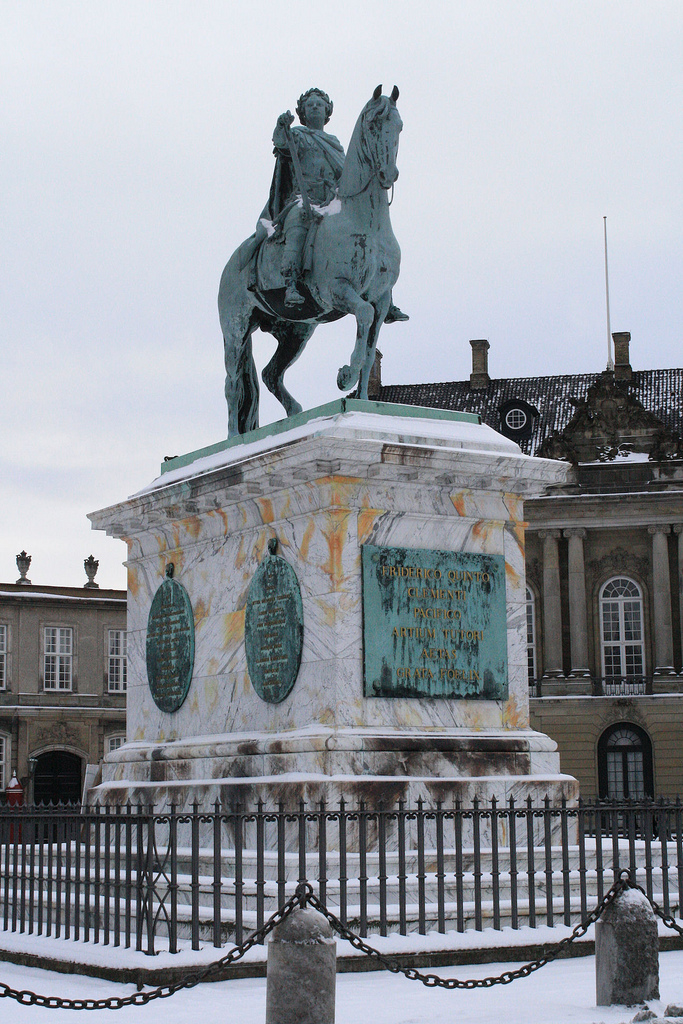
Статуя Фредеріка V в центрі площі

## Кінна статуя
Кінна статуя Фредеріка V в центрі площі виконана у римському стилі і вважається однією із найвизначніших кінних статуй у світі. Вона була створена французьким скульптором Жаком Франсуа Жозефом Салі. Профінансувала проєкт Данська Ост-Індська компанія, головою якої був Лорд Мольтке.
В той час скульптор Салі був дуже популярний в Європі і виконував замовлення багатьох європейських монархів. До Данії він прибув у 1753 році, а роботу над статуєю Фредеріка V розпочав у 1754 році. Підготовча робота тривала 14 років. В 1768 році статуя була відлита в бронзі, а процес відливання зайняв всього три хвилини. Оздоблювальні роботи тривали ще три роки і у 1771 році статуя була встановлена на площі. Навколишнє мармурове покриття, ґрати і ланцюги були завершені в 1774 році.

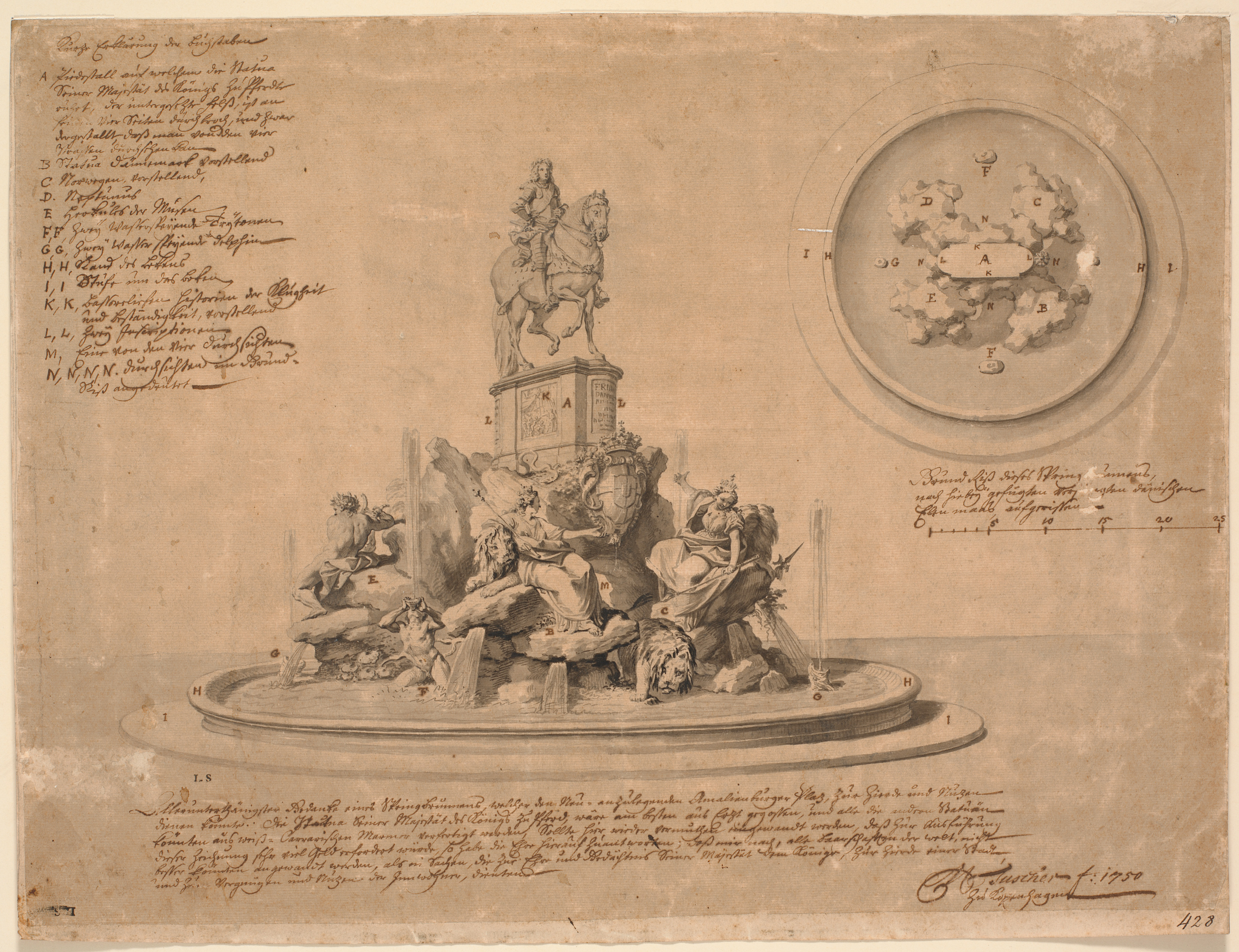
Пропозиція проекту статуї Фредеріка V, Карл Маркус Туше, 1750

Цікавим є той факт, що за роботу скульптору Салі заплатили більше ніж коштувало спорудження всіх чотирьох палаців Алієнборгу.

## Королівська лейб-гвардія
Королівська лейб-гвардія наглядає за Алієнборгом та іншими королівськими замками та палацами. Показова зміна караулу в Алієнборзі відбувається згідно з встановленим ритуалом кожен день о 12 годині опівдні. Крім того, вартові змінюються кожні дві години.
Лейб-гвардійці вбрані в історичну форму і чорні ведмежі шапки, які шиють зі шкур канадських ведмедів. Два майстри, що виготовляють ці шапки в Данії — Бріан Рютцоу та Леннард Хоффман — відомі всій країні.